# Pipa aspera
Pipa aspera es una especie de anfibio anuro de la familia Pipidae.

## Distribución geográfica
Esta especie es endémica del norte-centro de Sudamérica. Habita:
- en Guayana Francesa;
- en Surinam.[3]

Vive en aguas tranquilas (zonas tranquilas de arroyos que fluyen lentamente, estanques profundos), generalmente en la hojarasca que recubre el fondo.

## Comportamiento
Esta especie es acuática. Los huevos puestos se colocan en la parte posterior de la madre; Los jóvenes solo serán liberados después de su metamorfosis.

## Estado de conservación
Las poblaciones de esta especie parecen ser bastante estables, y algunas viven en áreas protegidas. De hecho, la UICN ha clasificado este anfibio como "LC" (preocupación menor).

## Publicación original
- Müller, 1924: Neue oder seltene Reptilien und Batrachier der zoologischen Sammlung des Bayerisschen Staates. Zoologischer Anzeiger, vol. 58, p. 291-297.[4]